# Katarzyna Bąkowska
Katarzyna Bąkowska (ur. w Warszawie) – polska skrzypaczka. Absolwentka Akademii Muzycznej im. Feliksa Nowowiejskiego w Bydgoszczy i profesor nadzwyczajny klasy skrzypiec tejże uczelni. Prowadzi również zajęcia w Zespole Państwowych Szkół Muzycznych II stopnia im. Fryderyka Chopina w Warszawie.

## Nagrody
- Stypendium Ministra Kultury i Sztuki, Fundacji Kościuszkowskiej, Warszawskiej Fundacji Kultury[2]
- 1995: Finalistka konkursu Tadeusza Wrońskiego na skrzypce solo (wyróżnienie)[2]